# Oulimnius cyneticus
Oulimnius cyneticus is een keversoort uit de familie beekkevers (Elmidae). De wetenschappelijke naam van de soort werd in 1980 gepubliceerd door Berthélemy & Whytton da Terre.